# Lista över fornlämningar i Gotlands kommun (Träkumla)
Lista över fornlämningar i Gotlands kommun (Träkumla) är en förteckning av ett urval av de fornlämningar som finns i Träkumla i Gotlands kommun.
| Namn          | Lämningstyp                      | Tillkomsttid | Historisk indelning | Plats | Läge                 | ID-nr          | Bild                                 |
| ------------- | -------------------------------- | ------------ | ------------------- | ----- | -------------------- | -------------- | ------------------------------------ |
| Träkumla 8:1  | Gravfält                         |              | Träkumla, Gotland   |       | 57.580245, 18.326710 | 10097100080001 | Ladda upp en bild av detta fornminne |
| Träkumla 9:1  | Gravfält                         |              | Träkumla, Gotland   |       | 57.579992, 18.327795 | 10097100090001 | Ladda upp en bild av detta fornminne |
| Träkumla 10:1 | Gravfält                         |              | Träkumla, Gotland   |       | 57.574166, 18.323232 | 10097100100001 | Ladda upp en bild av detta fornminne |
| Träkumla 13:1 | Röse                             |              | Träkumla, Gotland   |       | 57.574791, 18.328159 | 10097100130001 | Ladda upp en bild av detta fornminne |
| Träkumla 13:2 | Stensättning                     |              | Träkumla, Gotland   |       | 57.574846, 18.327989 | 10097100130002 | Ladda upp en bild av detta fornminne |
| Träkumla 13:3 | Stensättning                     |              | Träkumla, Gotland   |       | 57.574848, 18.327883 | 10097100130003 | Ladda upp en bild av detta fornminne |
| Träkumla 13:4 | Stensättning                     |              | Träkumla, Gotland   |       | 57.574774, 18.327955 | 10097100130004 | Ladda upp en bild av detta fornminne |
| Träkumla 14:1 | Gravfält                         |              | Träkumla, Gotland   |       | 57.571593, 18.330078 | 10097100140001 | Ladda upp en bild av detta fornminne |
| Träkumla 17:1 | Husgrund, förhistorisk/medeltida |              | Träkumla, Gotland   |       | 57.557612, 18.326902 | 10097100170001 | Ladda upp en bild av detta fornminne |
| Träkumla 17:2 | Husgrund, förhistorisk/medeltida |              | Träkumla, Gotland   |       | 57.557318, 18.327326 | 10097100170002 | Ladda upp en bild av detta fornminne |
| Träkumla 17:3 | Stensättning                     |              | Träkumla, Gotland   |       | 57.557872, 18.327076 | 10097100170003 | Ladda upp en bild av detta fornminne |
| Träkumla 18:1 | Husgrund, förhistorisk/medeltida |              | Träkumla, Gotland   |       | 57.561653, 18.324551 | 10097100180001 | Ladda upp en bild av detta fornminne |
| Träkumla 19:1 | Gravfält                         |              | Träkumla, Gotland   |       | 57.565748, 18.300987 | 10097100190001 | Ladda upp en bild av detta fornminne |
| Träkumla 21:1 | Gravfält                         |              | Träkumla, Gotland   |       | 57.569973, 18.316065 | 10097100210001 | Ladda upp en bild av detta fornminne |
| Träkumla 23:1 | Stensättning                     |              | Träkumla, Gotland   |       | 57.562137, 18.302973 | 10097100230001 | Ladda upp en bild av detta fornminne |
| Träkumla 24:1 | Gravfält                         |              | Träkumla, Gotland   |       | 57.559410, 18.284557 | 10097100240001 | Ladda upp en bild av detta fornminne |
| Träkumla 26:1 | Husgrund, förhistorisk/medeltida |              | Träkumla, Gotland   |       | 57.550261, 18.305019 | 10097100260001 | Ladda upp en bild av detta fornminne |
| Träkumla 26:2 | Husgrund, förhistorisk/medeltida |              | Träkumla, Gotland   |       | 57.550125, 18.304619 | 10097100260002 | Ladda upp en bild av detta fornminne |
| Träkumla 27:1 | Husgrund, förhistorisk/medeltida |              | Träkumla, Gotland   |       | 57.549705, 18.307684 | 10097100270001 | Ladda upp en bild av detta fornminne |
| Träkumla 27:2 | Husgrund, förhistorisk/medeltida |              | Träkumla, Gotland   |       | 57.549864, 18.308027 | 10097100270002 | Ladda upp en bild av detta fornminne |
| Träkumla 30:1 | Stensättning                     |              | Träkumla, Gotland   |       | 57.562865, 18.302954 | 10097100300001 | Ladda upp en bild av detta fornminne |
| Träkumla 30:2 | Grav markerad av sten/block      |              | Träkumla, Gotland   |       | 57.562951, 18.302942 | 10097100300002 | Ladda upp en bild av detta fornminne |
| Träkumla 30:3 | Stensättning                     |              | Träkumla, Gotland   |       | 57.562779, 18.303236 | 10097100300003 | Ladda upp en bild av detta fornminne |
| Träkumla 31:1 | Stensättning                     |              | Träkumla, Gotland   |       | 57.563538, 18.303876 | 10097100310001 | Ladda upp en bild av detta fornminne |
| Träkumla 35:1 | Stensättning                     |              | Träkumla, Gotland   |       | 57.570733, 18.332128 | 10097100350001 | Ladda upp en bild av detta fornminne |
| Träkumla 36:1 | Stensättning                     |              | Träkumla, Gotland   |       | 57.577913, 18.331124 | 10097100360001 | Ladda upp en bild av detta fornminne |
| Träkumla 36:2 | Stensättning                     |              | Träkumla, Gotland   |       | 57.577928, 18.331265 | 10097100360002 | Ladda upp en bild av detta fornminne |
| Träkumla 42:1 | Bildristning                     |              | Träkumla, Gotland   |       | 57.559120, 18.316960 | 10097100420001 | Ladda upp en bild av detta fornminne |
| Träkumla 47:1 | Stensättning                     |              | Träkumla, Gotland   |       | 57.563474, 18.321653 | 10097100470001 | Ladda upp en bild av detta fornminne |
| Träkumla 48:1 | Stensättning                     |              | Träkumla, Gotland   |       | 57.572556, 18.327623 | 10097100480001 | Ladda upp en bild av detta fornminne |
| Träkumla 51:1 | Stensättning                     |              | Träkumla, Gotland   |       | 57.570605, 18.316941 | 10097100510001 | Ladda upp en bild av detta fornminne |
| Träkumla 60:1 | Stensättning                     |              | Träkumla, Gotland   |       | 57.578316, 18.328103 | 10097100600001 | Ladda upp en bild av detta fornminne |
| Träkumla 60:2 | Stensättning                     |              | Träkumla, Gotland   |       | 57.578402, 18.328104 | 10097100600002 | Ladda upp en bild av detta fornminne |
| Träkumla 61:1 | Stensättning                     |              | Träkumla, Gotland   |       | 57.577711, 18.330153 | 10097100610001 | Ladda upp en bild av detta fornminne |
| Träkumla 62:1 | Stensättning                     |              | Träkumla, Gotland   |       | 57.581289, 18.326372 | 10097100620001 | Ladda upp en bild av detta fornminne |
| Träkumla 62:2 | Stensättning                     |              | Träkumla, Gotland   |       | 57.581354, 18.326158 | 10097100620002 | Ladda upp en bild av detta fornminne |
| Träkumla 62:3 | Stensättning                     |              | Träkumla, Gotland   |       | 57.581414, 18.325975 | 10097100620003 | Ladda upp en bild av detta fornminne |